# Sponzapalatset
Sponzapalatset (kroatiska: Palača Sponza, italienska: Palazzo Sponza) eller Divona är ett kulturminnesmärkt palats i den av Unesco världsarvslistade Gamla stan i Dubrovnik i Kroatien. Palatset uppfördes åren 1516–1522 enligt ritningar av den lokale mästaren Paskoje Miličević. Med sitt strategiska läge vid Loggiatorget tjänade det ursprungligen som säte för den forna republiken Dubrovniks tullmyndighet. Idag rymmer det Dubrovniks stadsarkiv och ett museum.
Byggnaden är en av de främsta exemplen av profan arkitektur i Gamla stan och är en av Dubrovniks turistattraktioner.

## Etymologi
Palatsets namn 'Sponza' är en förvanskning av latinets och italienskans spongia med betydelsen "svamp" och tillika benämningen för en typ av cistern för uppsamling av regnvatten. Denna etymologiska bakgrund hänger samman med att platsen tidigare använts för uppsamling av regnvatten. 
Palatsets kallas även 'Divona' vilket är en förvanskning av latinets douana och italienskans dogana, båda med betydelsen "tull", och har sitt ursprung i att byggnaden tidigare tjänade som tullkontor och lager.

## Historik
I Dubrovniks statut från år 1292 omnämns en sedan tidigare befintligt byggnad (Stora tullhuset) på platsen för dagens palats. Det framgår också att Stora tullhuset var en av flera offentliga byggnader i den östra sidan av staden.
Republiken Dubrovniks ekonomiska uppgång betingade myndigheterna att vidta åtgärder för uppförandet av en större och mer enhetlig byggnad som skulle kunna tjäna som tullhus och lagerlokal. Att det fanns idéer för en ny byggnad framgår av det styrande rådets protokoll från år 1513. Republikens chefsarkitekt Paskoje Miličević gavs uppdraget att rita en ny byggnad men avled innan den hunnit färdigställas. Till skillnad från många andra byggnader förblev Sponzapalatset intakt efter den stora jordbävningen år 1667.
Sedan uppförandet på 1500-talet har palatset haft en mängd olika funktioner. Det har bland annat tjänat som tullhus, bank, myntverk och skola. Sedan år 1950 är Dubrovniks stadsarkiv inhyst i Sponzapalatset. I stadsarkivets innehav finns även den forna republiken Dubrovniks statsarkiv. Sedan år 2000 är Minnesrummet för Dubrovniks stupade försvarare inhyst i palatsets bottenvåning.    

## Arkitektur
Sponzapalatset bär stildrag från och är en blandning av gotiken och renässansen. Enligt Miličevićs idéer tillkom palatset genom att sammanföra det äldre medeltida tullhuset med olika lagerlokaler, en anläggning för uppsamling av regnvatten och diverse verkstäder som fanns på den mark som skulle komma att upptas av den nya byggnaden.
Palatset har en rektangulär form samt en portik och atrium. Verandan och de ornamentala utsmyckningarna är verk av bröderna Andrijić från Korčula och andra mindre kända stenhuggare. Bottenvåningens skuggiga portik är i renässansstil och den första våningen pryds av fönster i venetiansk gotisk stil som är ett minne från den ursprungliga byggnaden från 1300-talet. På den främre fasadens övre våning finns en skulptur föreställande stadens skyddshelgon sankt Blasius. Dörrarna i byggnadens atrium leder till de tidigare lagerlokalerna. En latinsk inskription på väggen intygar vikternas riktighet. Inskriptionen lyder: "Fallere nostra venant et falli pondera. Meque pondero cum merces ponderat ipse deus" (Våra vikter tillåter inte fusk. När jag väger, väger Gud med mig). Reljefen i palatsets atrium med Jesu namn och två änglar är ett verk av fransmannen Bertrandus Gallicus. 

## Kultur
Öppningsceremonin för Dubrovniks sommarfestival hålls traditionsenligt vid byggnadens veranda där stadens "rektor" och medlemmar av "Lilla rådet" hälsar festivalens deltagare välkomna.

## Galleri

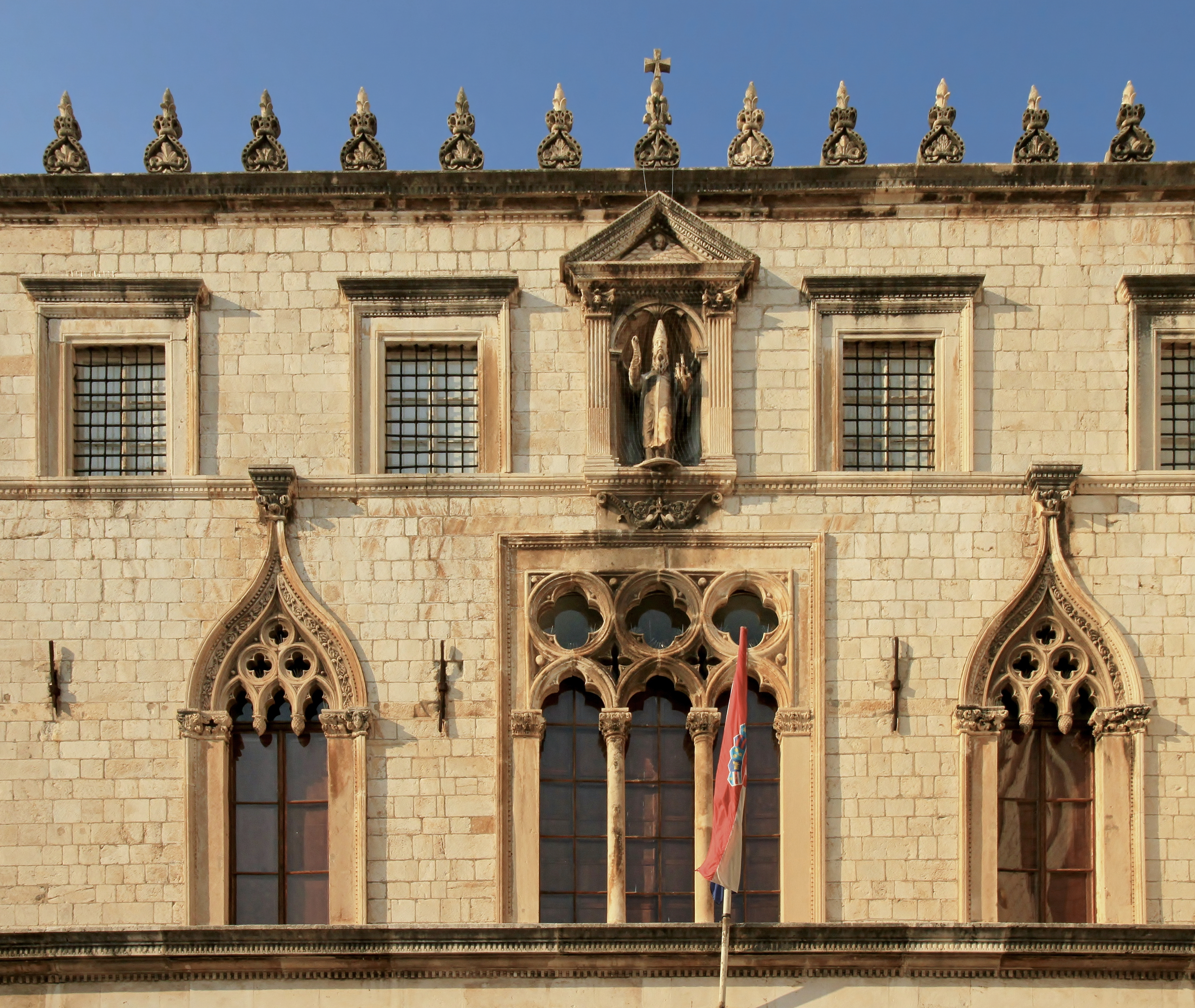
Byggnadens fasad med en staty av sankt Blasius.
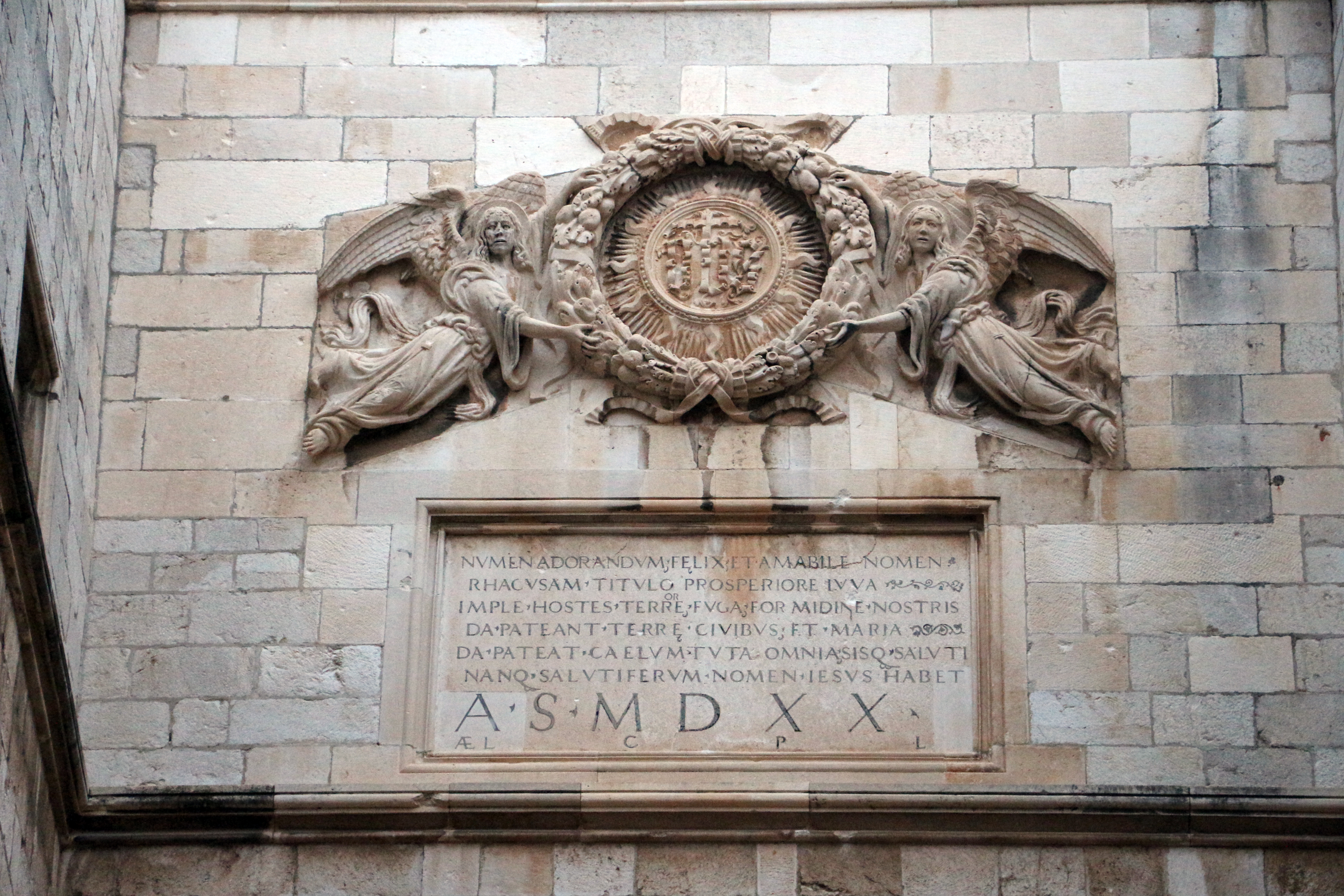
Stentavla med latinsk inskription i palatsets atrium.
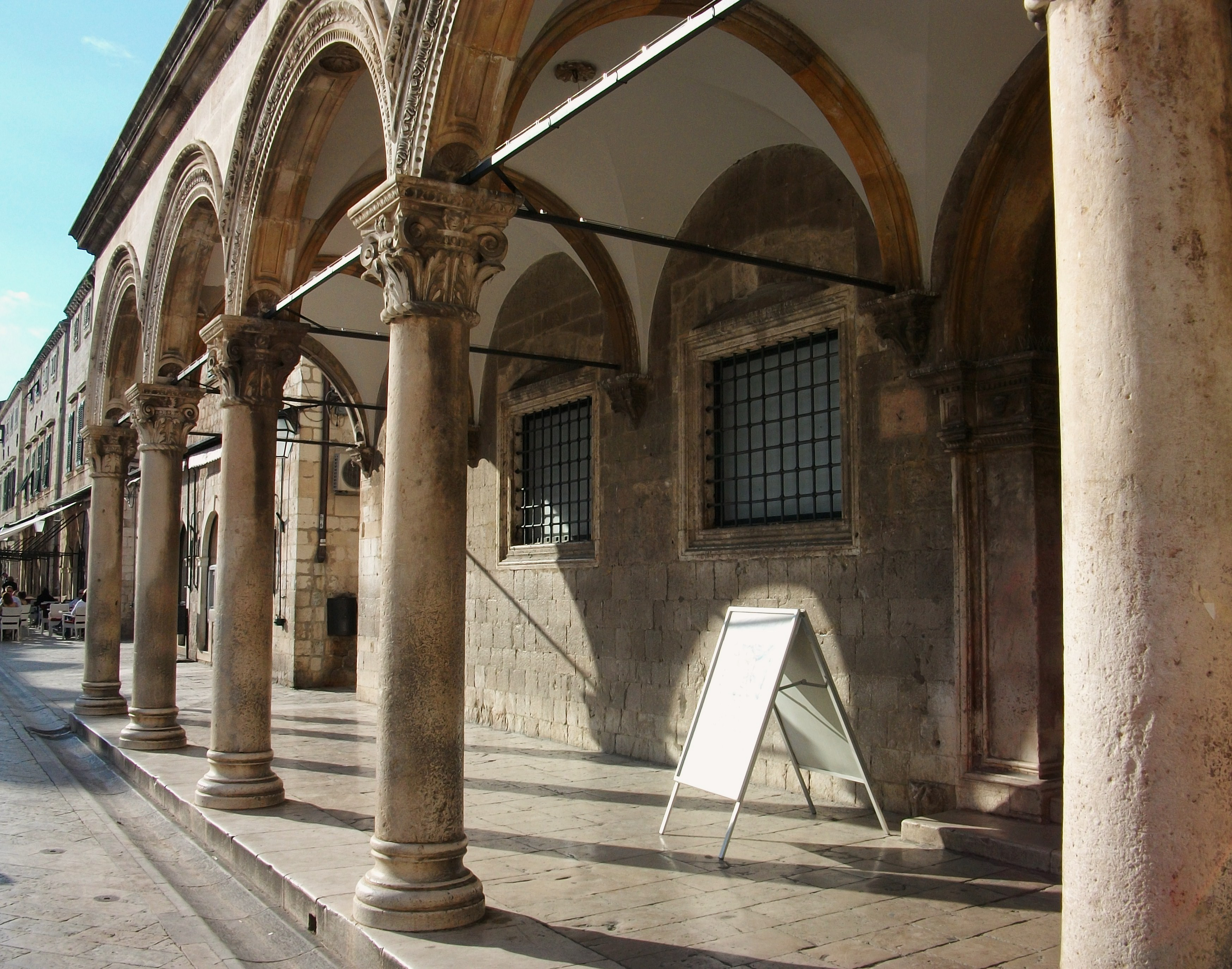
Palatsets portik.
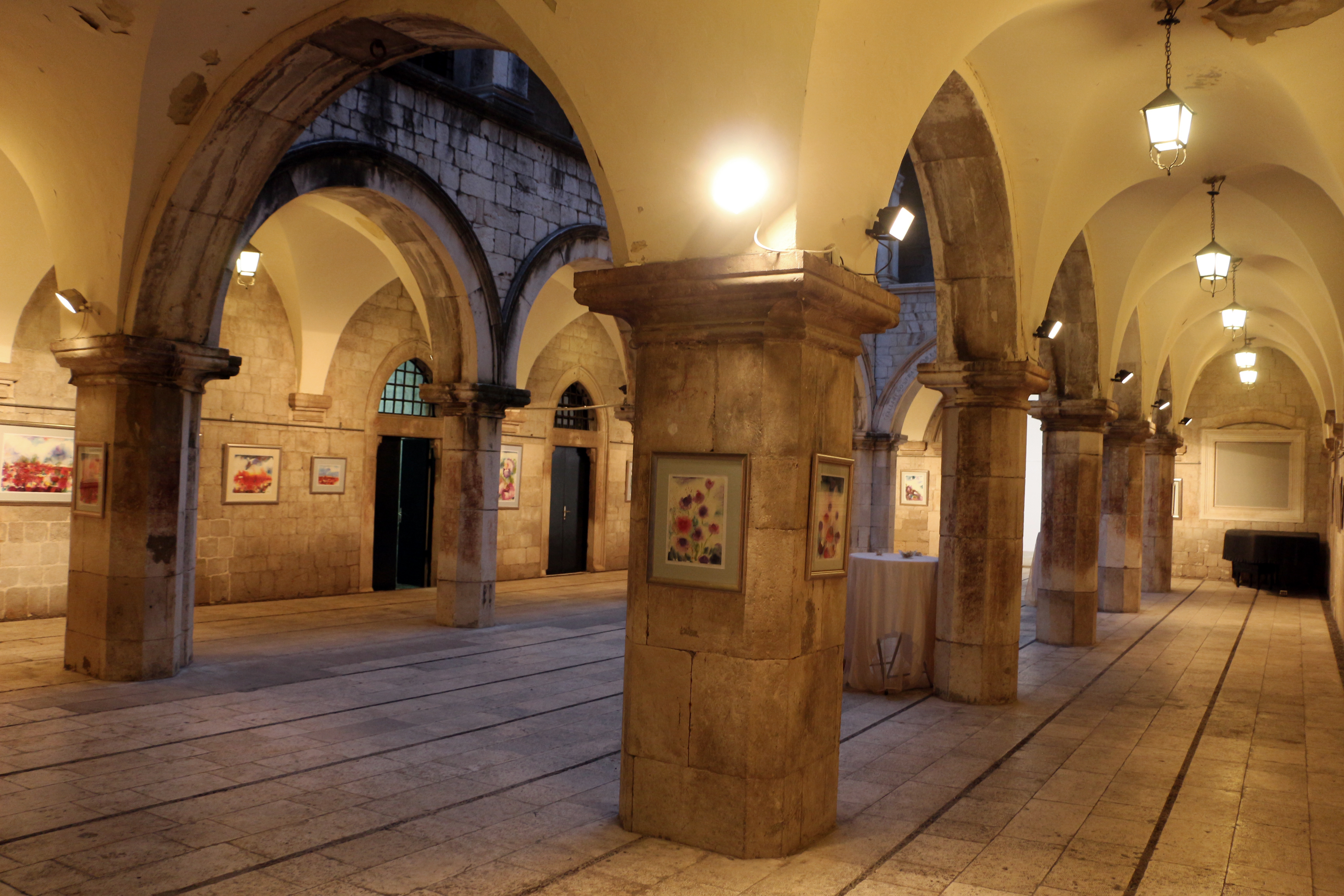
Byggnadens atrium.

## Fotnoter
1. 1 2  Kroatiska kulturdepartementets lista över kulturminnesskyddade objekt (kroatiska)
2. 1 2 3 4 5 6 7 8 9  Dubrovniks stadsarkiv Arkiverad 27 mars 2016 hämtat från the Wayback Machine. (kroatiska)
3. 1 2 3  Dubrovnikcity.com Arkiverad 26 september 2011 hämtat från the Wayback Machine. (engelska)
4. 1 2  Leksikon Marina Držića (kroatiska)
5. 1 2  Citywallsdubrovnik.hr Arkiverad 16 april 2016 hämtat från the Wayback Machine. (kroatiska)
6. ↑  EHRI (engelska)